# Доктор Дулитл
Доктор Дулитл је књижевни лик, главни јунак серије романа за децу британско—америчког писца Хјуа Лофтинга.

## Опис Лика
Џон Дулитл је лекар који живи у градићу Падлби-он-д-Марш (Блато на мочвари) у викторијанској Енглеској, 40-их година 19. века. Симпатичан је, добордушан. Није висок и проћелав је. Одевен по моди тадашњег времена - носи одело, цилиндар и штап. Таман када му лекарска ординација почне доносити новац он схвата да разуме говор животиња и почиње да их лечи, а животиње су срећне што најзад неко може не само да их разуме, већ и да их лечи.
Доктор Дулитл има сестру Сару, која не одобрава његово занимање за животиње и као лик нестаје већ у првој књизи. од осталих „људских” пријатеља ту су дечак Томи Стабинс и локални продавац рибе Метју Маг.
За разлику од људи, међу животињама доктор Дулитл има бројне пријатеље, међу којима су му најбољи папагај Полинезија, патка Даб-Даб, пас Џип, свиња Геб-Геб, сова Ту-Ту, мајмун Чи-Чи и фантастично биће Пуши-Пули, мешанац газеле и једнорога (његов прапрадеда био је последњи једнорог), ретка животиња која на сваком „крају” има по једну главу, тако да може да једе и прича истовремено, а да при томе не буде непристојна.

## Настанак лика
Прве приче, од којих ће касније настати чувени серијал романа о доктору Дулитлу, настале су у писмима која је аутор Хју Лофтинг писао својој деци са фронта, дословно из ровова, током Првог светског рата. Како није желео деци да описује страхоте рата, писао им је маштовита писма која је сам илустровао. Главни јунак тих прича био је шармантни мали доктор са цилиндром, који воли животиње и брине се о њима, а инспирација за лик од којег ће касније настати чувени доктор Џон Дулитл, био му је хирург Џон Хантер, у то време веома угледни лекар и научник.
Прва књига из серијала о доктору Дулитлу, Прича о доктору Дулитлу, историја његовог необичног живота у домовини и зачуђујућих пустоловина у страним земљама, одмах по објављивању постигла је велики успех и постала дјечји класик. После овог успеха Лофтинг је, годину за годином, писао по једну књигу о доктору и његовим догодовштинама. Друга књига, Путовања доктора Дулитла, објављена 1922. године, представља редак феномен у књижевности да је наставак подједнако добар као и оригинал. За њу је Лофтинг 1923. године добио престижну награду за најбољу дечју књигу године „Newbery Medal” која се и данас додељује, а те године додељивала се тек други пут.
Године 1928. Лофтинг покушава да заврши серијал и ослободи се лика Џона Дулитла, па објављује роман Доктор Дулитл на Месецу у коме малог доктора шаље на Месец. Међутим није било могуће порицати велику популарност овог лика и на захтев публике (Лофтинг је добијао велики број писама малих читалаца, а многи од њих веровали су да је доктор Дулитл стварни лик) 1933. године враћа свог јунака романом Повратак доктора Дулитла. За свог најмлађег сина пише свој последњи роман о доктору Дулитлу, Доктор Дулитл и тајно језеро. Стварање овог романа трајало је 12 година, а објављен је тек 1948. године, постхумно. Своје књиге Хју Лофтинг је сам илустровао.

## Књиге о Доктору Дулитлу
- The Story of Doctor Dolittle (1920) - Прича о доктору Дулитлу

1. The Voyages of Doctor Dolittle (1922) - Путовања доктора Дулитла
2. Doctor Dolittle's Post Office (1923) - Пошта доктора Дулитла
3. Doctor Dolittle's Circus (1924) - Циркус доктора Дулитла
4. Doctor Dolittle's Zoo (1925) - Зоо доктора Дулитла
5. Doctor Dolittle's Caravan (1926) - Караван доктора Дулитла
6. Doctor Dolittle's Garden (1927) - Врт доктора Дулитла
7. Doctor Dolittle in the Moon (1928) - Доктор Дулитл на Месецу
8. Doctor Dolittle's Return (1933) - Повратак доктора Дулитла
9. Doctor Dolittle and the Secret Lake (1948) - Доктор Дулитл и тајно језеро[7]

- Илустрације из књиге Прича о доктору Дулитлу

Прича о доктору Дулитлу не одвија се истим редоследом како је Лофтинг писао књиге. Редослед по ком треба читати пустоловине доктора Џона Дулитла, ако се жели пратити хронолошки низ је следећи:
- Прича о доктору Дулитлу
- Пошта доктора Дулитла
- Циркус доктора Дулитла
- Караван доктора Дулитла
- Путовања доктора Дулитла
- Зоо доктора Дулитла
- Врт доктора Дулитла
- Доктор Дулитл на Месецу
- Повратак доктора Дулитла
- Доктор Дулитл и тајно језеро

- Илустрације из књиге Путовања доктора Дулитла

### Посебна издања
- Gub-Gub's Book, An Encyclopaedia of Food (1932) - Губ-Губова књига, енциклопедија хране је збирка прича о храни које су у вези са серијалом о доктору Дулитлу, али у којима се он не појављује[8]

Иако је Доктор Дулитл и тајно језеро последња књига о доктору Дулитлу коју је написао Хју Лофтинг, како у погледу композиције, тако иу погледу хронологије прича, после његове смрти објављене су још две књиге о доктору Дулитлу, збирке прича које је Лофтинг објављивао средином 20-их година у Хералд Трибјуну, а које је прикупила и објавила сестра његове треће жене Олга фрикер:
- Doctor Dolittle and the Green Canary (1950) - Доктор Дулитл и зелени канаринац[9]
- Doctor Dolittle's Puddleby Adventures (1952) - Доктор Дулитл, авантуре у Падлбију[10]

### Доктор Дулитл на српском језику
Прва књига о доктору Дулитлу објављена на српском језику 1939. године, у издању штампарије Геце Кона, под насловом Доктор Дулитл и његове животиње. Издавачка кућа Младо поколење објавила је прву Лофтингову књигу годину дана пошто је награђена, 1959. године, под насловом Доктор Дулитл. Издавачка кућа Дечје новине из Горњег Милановца објавила је у периоду од 1979. до 1981. године осам од десет оригиналних наслова Лофтингових књига о доктору Дулитлу (нису објавили прву књигу и књигу Доктор Дулитл на Месецу). Прве две књиге до данас су доживеле више издања на српском језику.

## Награде
За романе о доктору Дулитлу хју Лофтинг је награђиван. Прва књига из серијала о доктору Дулитлу, Прича о доктору Дулитлу, одмах по објављивању постигла је велики успех, али је тек друга књига, Путовања доктора Дулитла, која представља редак феномен у књижевности да је наставак подједнако добар као и оригинал, награђена. За њу је Лофтинг 1923. године добио престижну награду за најбољу дечју књигу године „Newbery Medal” која се додељује и данас, а те године додељивала се тек други пут. Ипак, ни прва књига није остала без признања, За њу је Лофтинг, мада постхумно, добио 1958. године награду „Lewis Carroll Shelf Award”.

## Утицај
Романи о доктору Дулитлу били су инспирација за неколико анимираних и играних, кратких и дугометражних филмова и ТВ серија, а постављен је и као позоришна представа. Први снимљен анимирани филм је Доктор Дулитл и његове животиње чувене немачке редитељке и аниматорке Лоте Рајнигер, 1928. године. Радња телевизијске серије и филма, са Едијем Марфијем у главној улози, доста одступа од књиге и по ликовима и по заплетима. По мотивима Лофтингових прича о доктору Дулитлу руски писац Корнеј Чуковски написао је књигу Доктор Јојболи.